# SEマトネンシ
ソシエダージ・エスポルチーヴァ・マトネンシ（ポルトガル語: Sociedade Esportiva Matonense）は、ブラジル・サンパウロ州マトンを本拠地とするサッカークラブ。

## 歴史
1976年5月24日設立
。1995年にカンピオナート・パウリスタ・セグンダ・ディビソンを制すると、翌年にカンピオナート・パウリスタ・セリエA3、さらに翌年にカンピオナート・パウリスタ・セリエA2のタイトルを獲得し、1998年のカンピオナート・ブラジレイロ・セリエCに参戦した。また2000年のコパ・ジョアン・アヴェランジェに参戦した。
2001年には女子チームがカンピオナート・パウリスタ・ジ・フチボウ・フェミニーノで準優勝を記録した。

## 本拠地
本拠地はエスタジオ・ドウトル・ウジソン・ブッキ・ペレイラで収容人数は8758人である
。

## タイトル
- カンピオナート・パウリスタ・セリエA2: 1997
- カンピオナート・パウリスタ・セリエA3: 1996
- カンピオナート・パウリスタ・セグンダ・ディビソン: 1995, 2013

## 歴代所属選手
| - ジョゼ・カルロス・ジ・アウメイダ 1996 - ジョゼ・イルソン・ドス・サントス 1996-1998 - シャルレス・ファビアン・フィゲイレド・サントス 1997 - ダニエル・ダ・シルバ 1998 - ラニエリ・ホセ・セチナト 1998, 2001 | - マルコス・アルベルト・スカビンスキ 2000 - シルビオ・ホセ・カヌート 2001 - レアンドロ・セザール・デ・ソウザ 2001 - ロドリゴ・ヴィルジリオ 2002 - レオナルド・ベネジート・ダ・シウヴァ 2015 |